# België op het Eurovisiesongfestival 1966
België nam deel aan het Eurovisiesongfestival 1966 in Luxemburg. Het was de elfde deelname van het land op het Eurovisiesongfestival. Zangeres Tonia eindigde op een gedeelde vierde plaats met 14 punten.

## Selectie
Avant-première Eurovision 1966 was een televisieprogramma waarin de Belgische kandidate voor het Eurovisiesongfestival 1966 werd voorgesteld en een liedje werd gekozen. Het werd georganiseerd door de RTB.
In navolging van de Vlaamse Lize Marke, koos ook de RTB voor één kandidaat die alle liedjes in de finale vertolkte. Voor het eerst werd een kandidate aangeduid die aan de beide kanten van de taalgrens succes kende. De Vlaamse Tonia zong immers zowel in het Frans als in het Nederlands. De winnaar werd aangeduid door postcard-voting. Het winnende Un peu de poivre, un peu de sel was een volledig Vlaamse productie met het duo Quintens en Van Cauwenbergh als componisten.
| Plaats | Artiest | Lied                            | Punten |
| ------ | ------- | ------------------------------- | ------ |
| 1      | Tonia   | Un peu de poivre, un peu de sel | 3765   |
| 2      | Tonia   | Un petit rien                   | 2757   |
| 3      | Tonia   | Tu pourrais m'emmener danser    | 2501   |
| 4      | Tonia   | Petite fleur de Chine           | 2496   |

1956 · 1957 · 1958 · 1959 · 1960 · 1961 · 1962 · 1963 · 1964 · 1965 · 1966 · 1967 · 1968 · 1969 · 1970 · 1971 · 1972 · 1973 · 1974· 1975 · 1976 · 1977 · 1978 · 1979 · 1980 · 1981 · 1982 · 1983 · 1984 · 1985 · 1986 · 1987 · 1988 · 1989 · 1990 · 1991 · 1992 · 1993 · 1994 · 1995 · 1996 · 1997 · 1998 · 1999 · 2000 · 2001 · 2002 · 2003 · 2004 · 2005 · 2006 · 2007 · 2008 · 2009 · 2010 · 2011 · 2012 · 2013 · 2014 · 2015 · 2016 · 2017 · 2018 · 2019 · 2020 · 2021 · 2022 · 2023 · 2024 · 2025